# Greg Kading
 (juin 2023).
La mise en forme du texte ne suit pas les recommandations de Wikipédia : il faut le « wikifier ».
Les points d'amélioration suivants sont les cas les plus fréquents. Le détail des points à revoir est peut-être précisé sur la page de discussion.
- Les titres sont pré-formatés par le logiciel. Ils ne sont ni en capitales, ni en gras.
- Le texte ne doit pas être écrit en capitales (les noms de famille non plus), ni en gras, ni en italique, ni en « petit »…
- Le gras n'est utilisé que pour surligner le titre de l'article dans l'introduction, une seule fois.
- L'italique est rarement utilisé : mots en langue étrangère, titres d'œuvres, noms de bateaux, etc.
- Les citations ne sont pas en italique mais en corps de texte normal. Elles sont entourées par des guillemets français : « et ».
- Les listes à puces sont à éviter, des paragraphes rédigés étant largement préférés. Les tableaux sont à réserver à la présentation de données structurées (résultats, etc.).
- Les appels de note de bas de page (petits chiffres en exposant, introduits par l'outil «  Source ») sont à placer entre la fin de phrase et le point final[comme ça].
- Les liens internes (vers d'autres articles de Wikipédia) sont à choisir avec parcimonie. Créez des liens vers des articles approfondissant le sujet. Les termes génériques sans rapport avec le sujet sont à éviter, ainsi que les répétitions de liens vers un même terme.
- Les liens externes sont à placer uniquement dans une section « Liens externes », à la fin de l'article. Ces liens sont à choisir avec parcimonie suivant les règles définies. Si un lien sert de source à l'article, son insertion dans le texte est à faire par les notes de bas de page.
- La présentation des références doit suivre les conventions bibliographiques. Il est recommandé d'utiliser les modèles {{Ouvrage}}, {{Chapitre}}, {{Article}}, {{Lien web}} et/ou {{Bibliographie}}. Le mode d'édition visuel peut mettre en forme automatiquement les références.
- Insérer une infobox (cadre d'informations à droite) n'est pas obligatoire pour parachever la mise en page.

Pour une aide détaillée, merci de consulter Aide:Wikification.
Si vous pensez que ces points ont été résolus, vous pouvez retirer ce bandeau et améliorer la mise en forme d'un autre article.
Greg Kading (né le 1er mai 1963) est un auteur canado-américain et ancien détective du département de police de Los Angeles, surtout connu pour avoir enquêté sur les meurtres, des stars du rap Tupac Shakur et Biggie Smalls, au milieu des années 2000.

## Scolarité
Kading est diplômé de l'établissement d'enseignement secondaire situé à Mission Viejo, en Californie, Capistrano Valley High School en 1981. Il a ensuite fréquenté le lycée de State Long Beach et le Calvary Bible Collège.

## Carrière
Kading était adjoint au département du shérif du comté d'Orange, où il officia dans le service pénitentiaire, de janvier 1986 à septembre 1988. Il a ensuite rejoint le département de police de Los Angeles en 1988.
En 2000, il se vit confier l'enquête qu'avait initié Russell Poole, sur les meurtres de Tupac Shakur et Biggie Smalls. Une équipe multi-services regroupant des membres de la police de Los Angeles, de Las-Vegas, de Compton, du bureau du shérif de Los Angeles (LASD) et du FBI fut créée. Chaque théorie sans véritable fondement et qui ne reposait pas sur des faits et des preuves, fut éliminée. Au bout de trois ans d'enquête, un seul suspect crédible demeura, sans que l'équipe de Kading ne put monter un dossier solide entraînant un procès. D'autant plus que la police de Los Angeles, encore marquée par l'affaire Rodney King et les multiples scandales qui avaient impliqués des policiers, issus de ces rangs, ne tenait pas à un nouveau procès médiatique, avec le risque que des policiers travaillant pour le label Death Row Records, soient accusés.
Il prit sa retraite du LAPD, où il travaillait dans la division des vols et homicides, après 22 ans de service, en juin 2010.

## Retraite
En octobre 2011, l'ancien détective publia un livre alléguant que Sean "Diddy" Combs avait chargé Duane Keith "Keefe D" Davis de tuer Tupac Shakur, ainsi que Suge Knight, pour 1 million de dollars. Kading affirma que c'est Orlando Anderson, un membre des Crips, qui avait abattu Tupac. Dans une conversation enregistrée, Davis déclara qu'Anderson avait tiré les coups de feu qui avaient tué Tupac.
Selon les conclusions de l’officier Greg Kading, Sean Combs aurait commandité l’assassinat de Tupac, en missionnant deux membres d’un gang des Crips, Duane Keith "Keffe D'" Davis et son neveu Orlando "Baby Lane" Anderson. Leur mission : tuer Shakur et son manager Suge Knight contre un million de dollars. En effet, Orlando Anderson avait eu maille à partir avec Tupac, à Las Vegas, dans le hall du MGM Grand et cherchait à se venger. Son oncle aurait entendu de la bouche de Sean Combs qu'il souhaitait voir mourir ses rivaux. Rien d'implicite mais suffisamment pour que Keffe D décide de "rendre service", en se débarrassant des deux hommes. Selon les déclarations de Davis, c’est son neveu Orlando Anderson qui a pressé la détente cette nuit-là.

## Exposition médiatique
En février 2021, Kading est apparu dans le documentaire de Netflix: Scène de Crime: La disparue du Cécil Hôtel qui couvre la mort d'Elisa Lam.